# Облики смерти
«О́блики сме́рти» (англ. Manners of Dying) — кинофильм канадского режиссёра Джереми Питера Аллена, тяжёлая психологическая драма о смертной казни.

## Сюжет
Приговорённый к смерти преступник Кевин Барлоу (Рой Дюпюи) в качестве последнего желания просит заснять его казнь на плёнку и отправить матери. Директору тюрьмы Гарри Парлингтону не нравится это желание. Между тюремщиком и заключённым начинается странная дуэль. Фильм состоит из восьми кусков, в каждом из которых представлен разный процесс казни, разные переживания, разные характеры приговорённых и свой финал.

## В ролях
| Актёр           | Роль                              |
| --------------- | --------------------------------- |
| Рой Дюпюи       | Кевин Барлоу                      |
| Серж Уд         | Гарри Парлингтон начальник тюрьмы |
| Тони Робиноу    | отец Престон                      |
| Власта Врана    | доктор Лоу                        |
| Григорий Гладий | повар                             |
| Ив Шарбонне     | охранник                          |
| Рон Девост      | охранник                          |

## Интересные факты
- Во время съёмок фильма Рой Дюпюи провёл несколько часов в обществе действительно приговорённого к смерти человека.
- Фильм номинировался на премию «Genie».